# Крайна

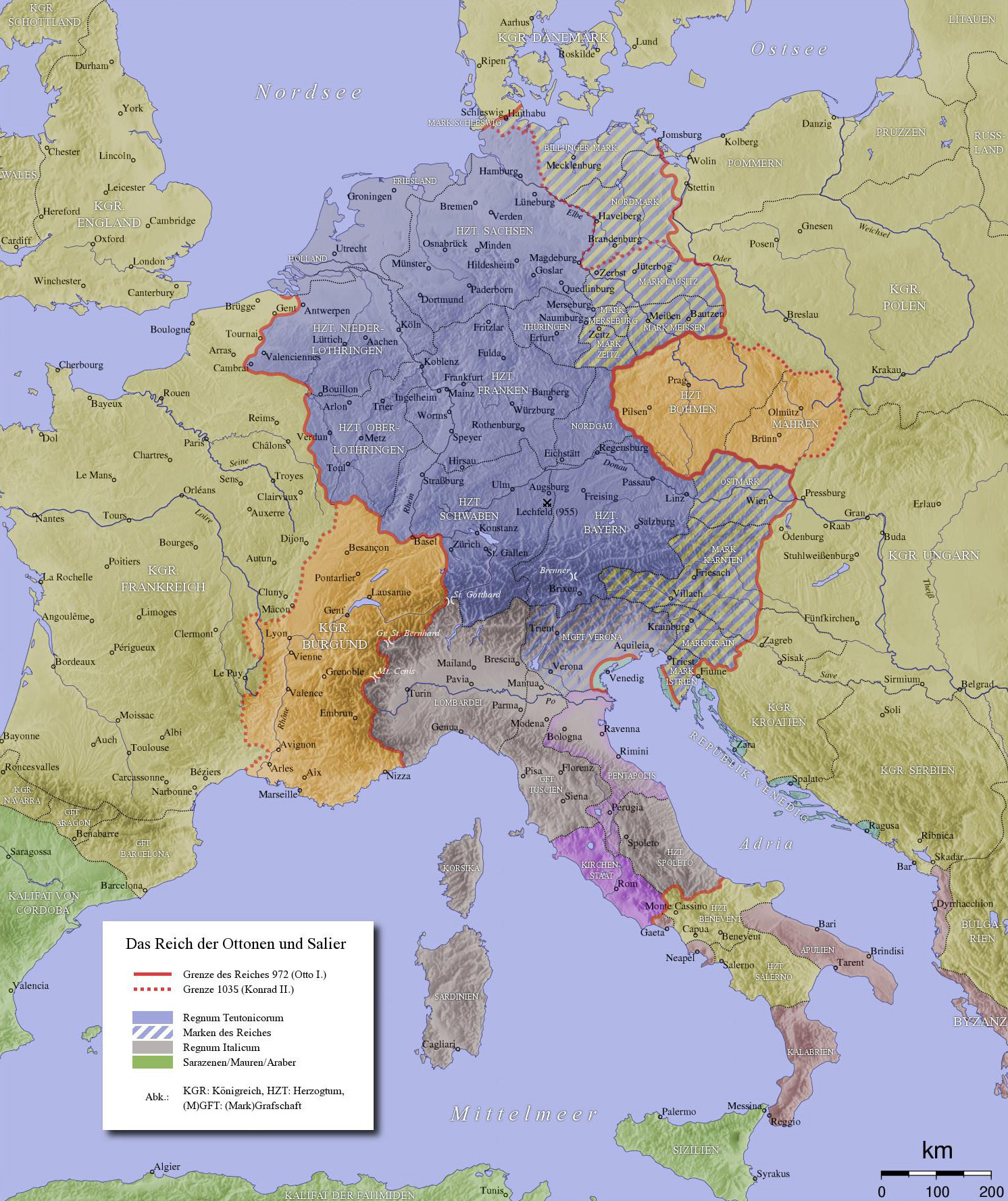
Марка Крайна розташована в південно-східній частині цієї мапи Священної Римської імперії у 10 столітті

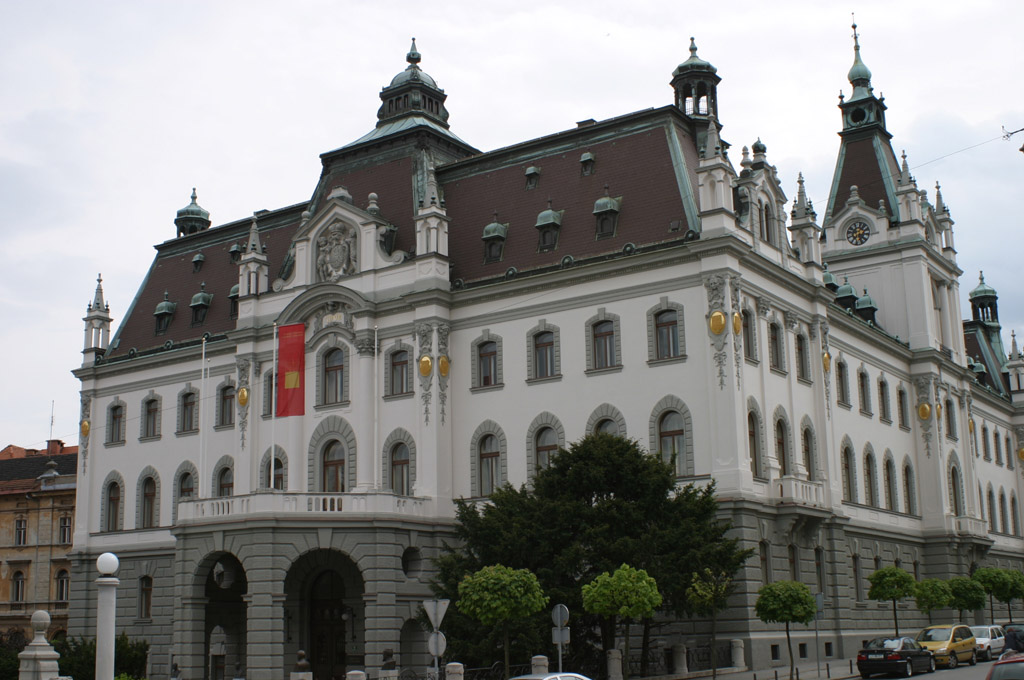
Будівля парламенту в Крайні. В 1919 році вона стала головною будівлею університету Любляни

Крайна в Австро-Угорщині (№ 4).

Крайна (словен. і хорв. Kranjska, нім. Krain [kʁaɪ̯n] ( прослухати), італ. Carniola, угор. Krajna, лат. Carnia, Carniolia) — історична область, яку вперше згадують у 973 році як частину Каринтійського герцогства. Область у Словенії, що займає велику частину країни, з центром у столиці цієї країни — Любляні. У минулому — герцогство й коронна земля (Kronland) Австро-Угорщини, що належала до її цислейтанської частини.

## Етимологія
За однією з версій, назва походить від назви народу Карні. За іншою версією, назва має кельтське походження — від слова «karn» — камінь, гора каміння. За іншими даними означає краєвид, регіон, межі області.

## Географія
Межує на півночі з австрійськими федеральними землями Каринтією і Штирією, на сході і південному сході з Хорватією, на півдні з Істрією, на заході з італійською провінцією Гориція (Гориця) і Градишкою, займаючи площу 9956 км². Регіон має поділ на Верхню Крайну (словен. Gorensko), Нижню Крайну (словен. Dolensko) (з Білою Крайною), і Внутрішню Крайну (словен. Notvansko).

### Гори
Крайна — територія гориста, прорізана на півночі східними відрогами Караванке і Карнійськими Альпами з вершиною Грінтоуз (2559 м вис.), а на півдні — Юльськими або Карнійськими Альпами і Карстом. З численних (близько 60) великих печер Карсту особливо чудові Адельбергська або Постоїнськая печера, печера святої Магдалини, печера Планинська (Kleinhäusler Höhle od. Höhle von Planina) тощо. Південно-західна частина плато вкрита лісом грушевих дерев, має назву Piuka-planina і тягнеться до самого кордону з Хорватією. На цьому кордоні підносяться Ускокські гори (до 1181 м.). На Карсті рослинне царство дуже бідне. Серед долин значнішими є долини річок Сави і Керки (Krka нім. Gurk).

### Гідрологія
Обводненість Крайни, більша ніж у сусідніх країнах. За винятком Ідрійці і Випави (нім. Wippach), які, з'єднавши свої води з Сочею (словен. Soča, італ. Isonzo), впадають з нею в Адріатичне море, всі інші річки належать до системи Сави (сточище Чорного моря). Вони впадають в Саву — з лівого боку Кокра (річка) (Kokra, нім. Kanker), Камницька Бистриця і Тржицька Бистриця (Bistrica, нім. Feistritz), справа — Сора (Sora, нім. Zayer), Любляниця (Ljubljanica нім. Laibach), Керка (Krka, нім. Gurk) і Кульпа на південно-східному кордоні країни. Річка Любляниця у верхній своїй течії, біля витоку, називається просто Рєкою або Півкою (нім. Poik), впадає потім в Постоїнську печеру, з якої витікає під назвою Унца (нім. Unz oder Maunitz), потім знову зникає під землю і, нарешті, вийшовши на поверхню, біля містечка Верхника (нім. Oberlaibach), тече вже під назвою Любляниці (нім. Laibach). З озер Крайни, окрім Циркницького, слід зазначити ще сім озер Триглавських, озера Бохинське (нім. Wocheiner See), Бледське (нім. Veldesersee).

### Клімат
Клімат Крайни, попри сувору гористу місцевість, м'який, і багато областей країни своїм кліматом і рослинністю говорять про близькість Італії. Жорстокий північно-східний вітер (бора), проникаючий особливо в південні частини країни, обмежує свою руйнівну дію Адріатикою.

## Історія

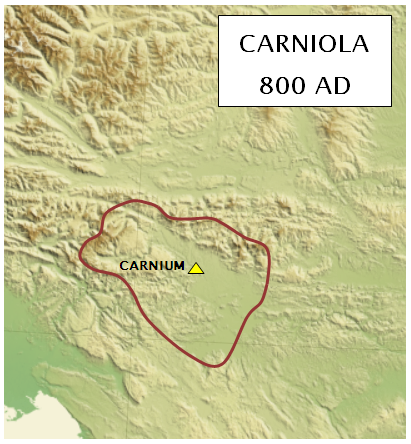
Старослов'янська Крайна близько 800 р. н. е.

### Огляд
Після падіння Римської імперії, лангобарди оселилися в Крайні, після їхнього переселення до Італії слов'яни заселили терени близько VI століття. Цілком можливо, що територія була частиною імперії Само[джерело не вказане 715 днів]. Під владою Франкського королівства та Священної Римської імперії, краєм послідовно правили баварська, франкська і місцева знать, і врешті-решт край потрапив під владу австрійських Габсбургів майже безперервно з 1335 до 1918, проте багато Османських рейдів і повстань місцевих жителів проти Габсбургів відбулося з XV по XVII ст. З приблизно X до XX століття, у Крайні знать і мешканці міст говорили німецькою, а селяни словенською мовами.
Столиця Крайни спочатку була у місті Крань (нім. Krainburg), пізніше її тимчасово було перенесено в Камнік (нім. Stein in Oberkrain) і, нарешті, у сьогоденну столицю Словенії Любляну (нім. Laibach).

### Античність і середньовіччя
Перед приходом римлян (близько 200 до Р. Х.) тауриші оселилися в північній частині Крайни, паннонці на південному сході, лапіди або карни, кельтське плем'я на південному заході.
Крайна входила до складу римської провінції Паннонії; північна частина була приєднана до Норіку, південно-західна й південно-східні райони та місто Емона до Венеції і Істрії. За часів Августа весь регіон від Емона до річки Колпи належав до провінції Сава.
Після падіння Західної Римської імперії (476) Крайна увійшла до Королівства Італія і (493) була складовою частиною Королівства остготів. Між верхів'ями річок Сави і Сочи жили карни, з кінця шостого століття слов'яни заселили регіон, за назвою латинських письменників, Carnia або Carniola, тобто «маленька Карнія», або основна Карнія. Пізніше назва була змінена на слов'янську Крайна, Краньська, або на німецьку, Chrainmark, Krain. Нові жителі підкорялися аварам, але скинули ярмо й приєдналися до великої слов'янської держави Само.

### Марка Крайна
Крайна підпала під владу франків у 788. Коли Карл І Великий створив Фріульське маркграфство, він додав до нього частину Крайни. Після розділення Фріулі, Крайна стала незалежним маркграфством, що мало своїх слов'янських маркрафів. У 2-ій половині X — початку XI ст. частина Крайни входила в герцогство Велика Карантанія, інша частина — в Словенську марку. До 2-ї половини XIII ст. Крайною володіли різні німецькі феодальні роди; у 1335 році відійшла до Габсбургів. З 1364 року Крайна — герцогство, потім одна з коронних земель Габсбургів. У 16 ст. центр крупних селянських повстань (1515, 1573) і руху реформації.

### Під французькою владою
Французькі революційні війська займали Крайну в 1797 і з 1805 до 1806 рр. Відповідно до Віденського договору, Крайна стає частиною французьких Іллірійських провінцій (1809—1814) зі столицею в Любляні. Після поразки Наполеона згідно з Віденським конгресом Крайна відходить до Австрії. З 1816 по 1849 Крайна є частиною австрійського Іллірійського королівства зі столицею в Любляні.

### Реставрація Австрійської влади
У 1849 Австрійська імперія реорганізувала території в князівство і Цистеліанську коронну землю в складі Австро-Угорщини, відоме як Крайнинське герцогство. Бюджет землі становив у 1901 році 3 573 280 крон ($714 656).

### Сучасність
У 1918 році герцогство припинило своє існування, а її територія увійшла до складу новоутвореної Держави словенців, хорватів і сербів, а потім була частиною Королівства сербів, хорватів і словенців (що згодом отримало назву Королівство Югославія). Західна частина князівства з містами Постойна, Ілірська Бистриця, Ідрія і Айдовщина була приєднана до Італії в 1920 році, проте згодом, у 1945 році, була також включена до Югославії.
З 1991 року регіон є частиною незалежної Словенії.

## Нотатки
1. ↑  МФА: [ˈkɾàːnska][1] хорватська вимова: [krâːɲskaː].[2]